# Aegla odebrechtii
Aegla odebrechtii is een tienpotigensoort uit de familie van de Aeglidae. De wetenschappelijke naam van de soort is voor het eerst geldig gepubliceerd in 1876 door Müller.